# Яхонтова, Лия Константиновна
Ли́я Константи́новна Я́хонтова (24 июля 1925, Рослятино, Северный край — 23 мая 2007, Москва) — советский учёный-геолог, минералог, профессор МГУ.
Область научных интересов: гипергенная минералогия — минеральный состав, типоморфизм и генезис коры выветривания и окисленных руд различных типов месторождений. В последние десятилетия преподавала оригинальные спецкурсы «Научные основы минералогии гипергенеза», «Основы экологической минералогии».

## Биография
Родилась 24 июля 1925 года в Вологодской губернии, в семье служащих.
В 1943 году поступила на геологоразведочный факультет Московского института цветметзолота им. М. И. Калинина, а в 1946 году перевелась на геологический факультет МГУ.
В 1949 году поступила в аспирантуру геологического факультета МГУ. В 1952 году защитила кандидатскую диссертацию, а в 1972 — докторскую.
В 1952—1959 годах — ассистент, в 1959—1986 годах — доцент кафедры минералогии геологического факультета МГУ, профессор, читала курсы «Минералогия» и «Минералогия гипергенеза». Подготовила 12 кандидатов и 3 докторов наук.
Доктор геолого-минералогических наук (1973), с 1986 года — ведущий научный сотрудник кафедры минералогии геологического факультета МГУ. Член-корреспондент Российской академии естественных наук (1992). Член Научного совета и председатель комиссии по минералогическим проблемам новейших технологий РАЕН, почётный член Российского минералогического общества.
Опубликовала более 220 научных работ, в том числе 4 монографии.
Открыла новые минералы: смольяниновит, никельбуосенготит, сергеевит, лазаренкоит.
Скончалась 23 мая 2007 года в Москве.

## Награды
- Медаль «За трудовую доблесть»[3].